# Spore

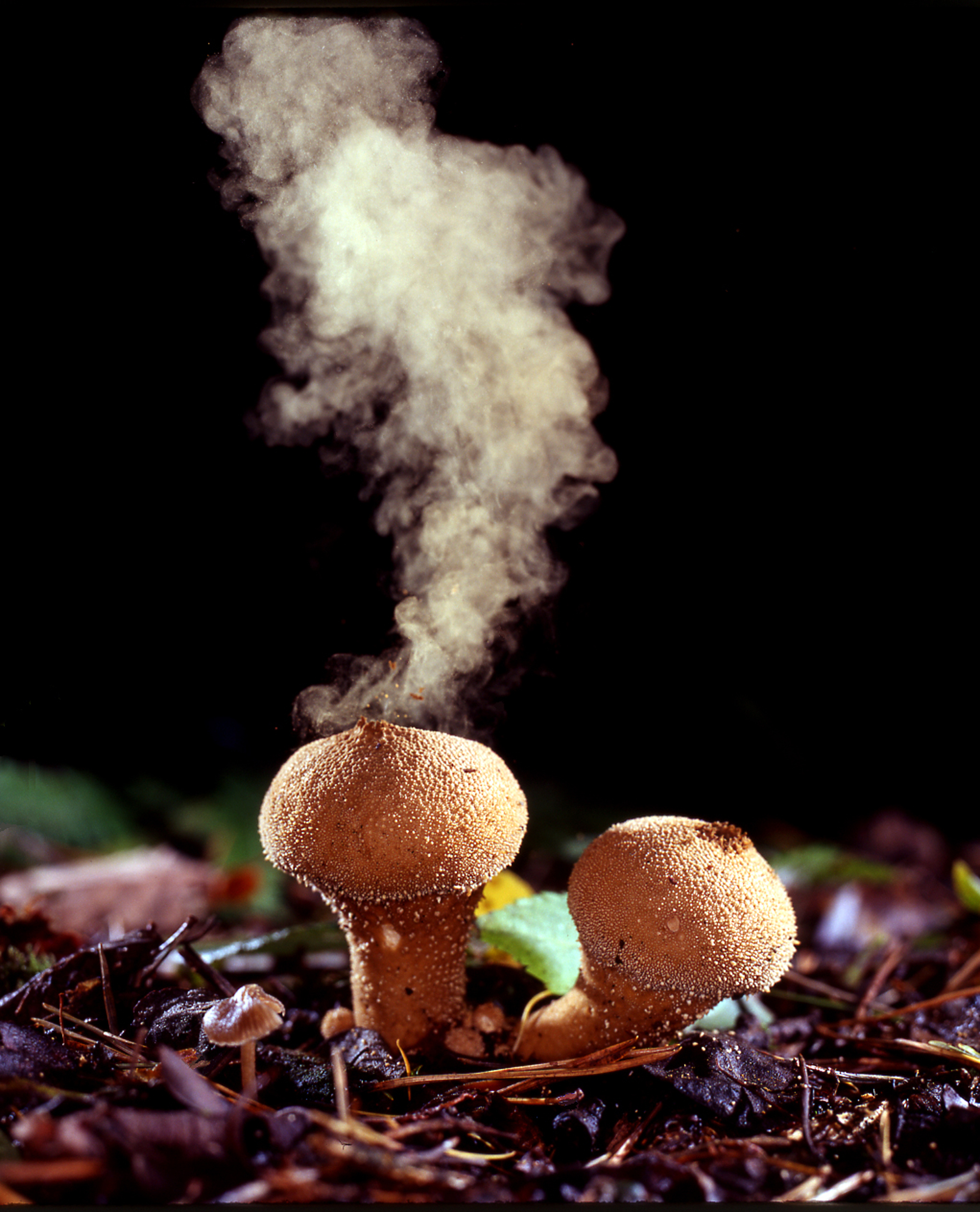
Freisetzung von Basidiosporen aus einem Stäubling

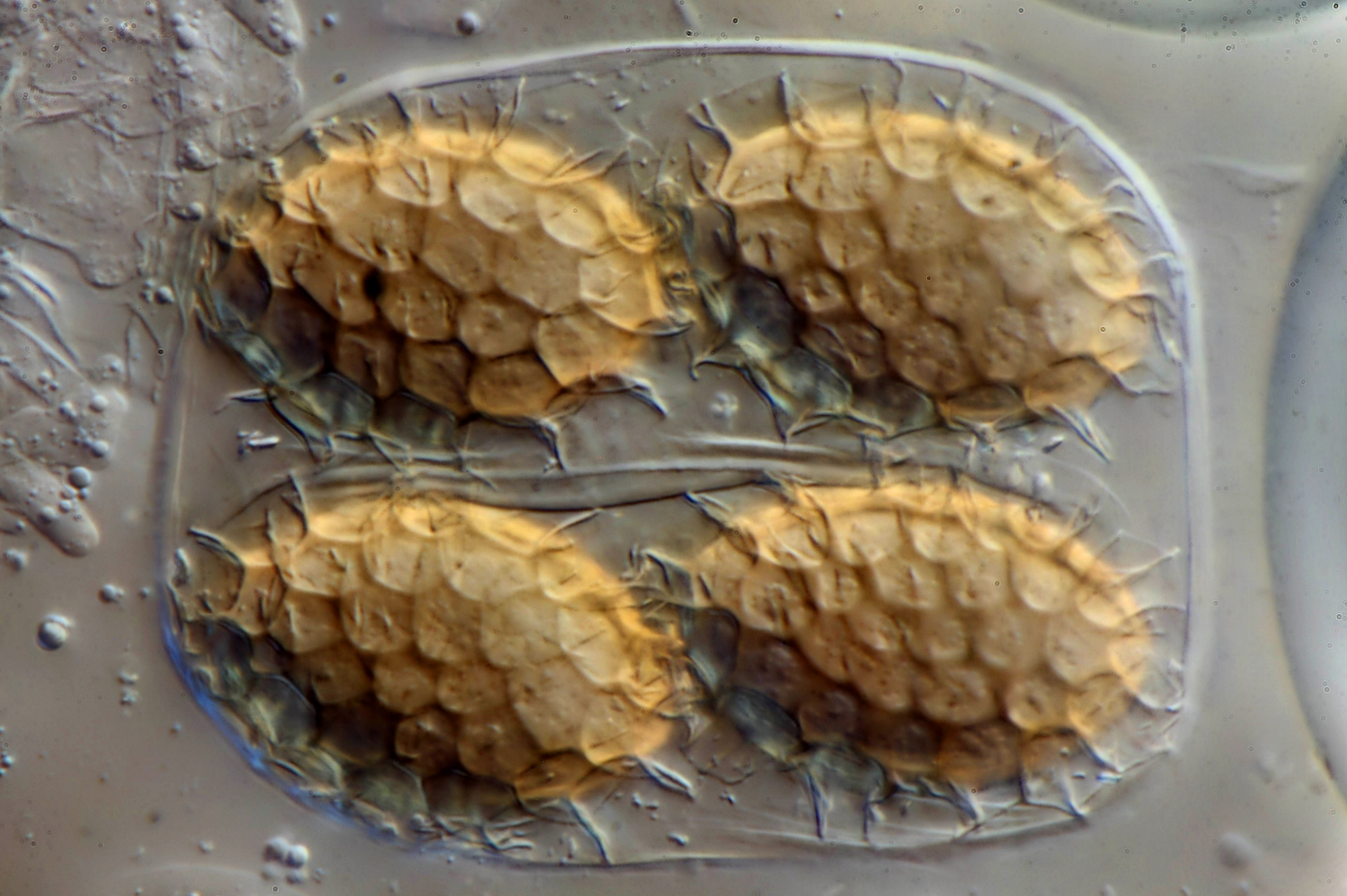
Pilzsporen der Trüffel Tuber oregonense

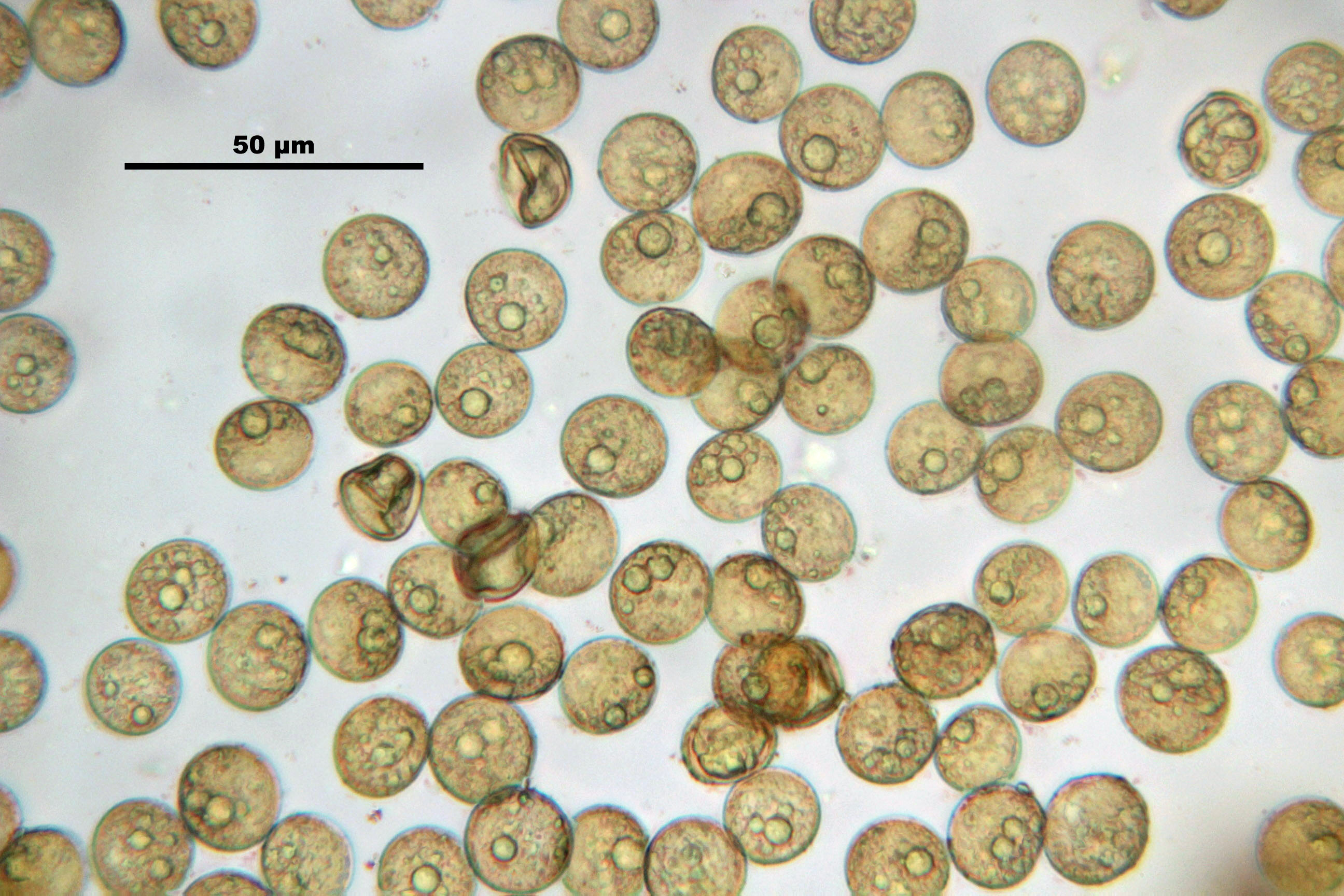
Moossporen (hier Wetteranzeigendes Drehmoos)

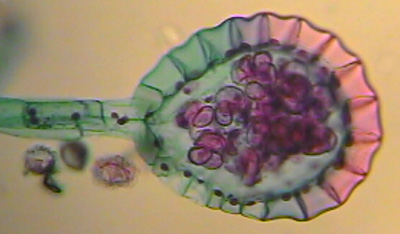
Sporen im Sporangium eines Farns

Eine Spore (altgriechisch σπορά sporá „das Säen“ sowie σπόρος sporos „Samen, Saat“) ist in der Biologie ein zumeist einzelliges, seltener auch wenigzelliges Entwicklungsstadium von Lebewesen, das der asexuellen Vermehrung, der Ausbreitung, der Überdauerung oder mehreren dieser Zwecke zugleich dient und kein Gamet (Geschlechtszelle) ist.

## Vorkommen und Varianten
Sporen werden von Pilzen, Algen, Moosen und Farnen sowie von manchen Protozoen und Bakterien gebildet. Bei den Samenpflanzen werden die Pollenmutterzelle und die Embryosackmutterzelle als Sporen betrachtet, obwohl sie in der Mutterpflanze verbleiben; sie sind den Sporen der Sporenpflanzen (Moose und Farne) homolog.
Sporen werden nach der Art ihrer Bildung (Sporulation) unterschieden: Je nachdem, ob sie nach einer Meiose oder nach einer Mitose entstehen, unterscheidet man Meiosporen und Mitosporen. Bei Diplohaplonten (Embryophyta und die meisten Algen) kann weiter danach unterschieden werden, ob sie von der gametophytischen oder sporophytischen Generation gebildet werden. Meiosporen und von der gametophytischen Generation gebildete Mitosporen sind in der Regel haploid, von der sporophytischen Generation gebildete Mitosporen dagegen regelmäßig diploid.
Die Sporen von Ständerpilzen nennt man Basidiosporen.

## Eigenschaften
Die Sporen werden oft in großer Zahl gebildet, wodurch sie in erster Linie zur Vermehrung und Ausbreitung dienen. Wenn die Sporenbildung durch widrige Umweltzustände ausgelöst wird und die Sporen gegen sie resistent sind, dienen sie zum Überdauern dieser Widrigkeiten. Viele Sporen sind dabei außerordentlich widerstandsfähig, können beispielsweise ihren kompletten Stoffwechsel einstellen und benötigen dann weder Wasser noch Nährstoffe noch Sauerstoff. Zusätzlich haben sie oft Zellwände, die eine Wasserverdunstung verhindern. Deswegen können sie oft sehr lange und unter sehr unwirtlichen Bedingungen überleben.
Aufgrund ihrer Widerstandsfähigkeit gegen biologischen Zerfall und der großen Anzahl, in der sie freigesetzt werden, findet man Sporen oft in fossilen und geschichtlichen Ablagerungen. In der Archäologie und Paläontologie dienen sie als Indizien für Datierungen, Umweltbedingungen und Klimaveränderungen.
Es gibt Vorstellungen, nach denen sich Gameten (kleine, haploide Entwicklungsstadien von Lebewesen, gebildet für die geschlechtliche Fortpflanzung) im Laufe der Evolution der Organismen aus Sporen entwickelt haben.

## Endo- und Exosporen
Von besonderer Bedeutung sind Endosporen von Bakterien, die innerhalb des Organismus gebildet werden und in der Regel sehr resistent gegen Austrocknung, toxische und auf andere Weise aggressive Stoffe, Alterung und Hitze sind. Einige Bakterien-Endosporen können mehrere Stunden in kochendem Wasser überdauern und im trockenen Zustand etwa eine Stunde bei 150 °C.
Man vermutet, dass Bakterien-Endosporen mehrere hundert, vielleicht sogar tausend Jahre lebensfähig überdauern und der harten Strahlung im All trotzen könnten und somit – wie in der Panspermie-Hypothese vorgestellt – schon lange vor der Menschheit die Raumfahrt gemeistert haben könnten.
Exosporen von Bakterien und Pilzen entstehen durch terminale Abschnürung von Tochterzellen (Knospung) und besitzen im Gegensatz zu Endosporen keine Sporenhülle. Weniger hitzebeständige, dickwandige, kugelförmige Gebilde, die aus der langgestreckten, vegetativen Bakterienzelle entstehen, werden als Cysten bezeichnet.